# BSW Weert
El BSW Weert es un equipo de baloncesto holandés que compite en la FEB Eredivisie, la primera división del país. Tiene su sede en la ciudad de Weert. Disputa sus partidos en el Sporthal Boshoven.

## Nombres
- Solskin (hasta 2005)
- Upstairs (2005-2010)
- BS Weert (2010-2011)
- Stepco BSW (2011-)

## Palmarés
- Dutch Basketball League
  - Campeón (1): 1994
  - Finalista (1): 2001